# Зірочник занедбаний
Зірочник занедбаний (Stellaria neglecta) — вид квіткових рослин родини гвоздикових (Caryophyllaceae).

## Біоморфологічна характеристика
Це блідо-зелена, однорічна чи дворічна рослина 30–80 см заввишки. Стебла запушені 1 лінією волосків. Листки на коротких ніжках або сидячі; пластинки яйцеподібні, вузько-яйцеподібні чи широко-ланцетні, 20–30 мм завдовжки й 5–13 мм ушир, верхівка загострена. Квітки в дводольних суцвіттях. Приквітки залозисто запушені. Чашолистків 5, розсіяно запушені чи голі, 3–7 мм завдовжки, від яйцювато-еліптичних до ланцетних; пелюсток 5, трохи довші за чашолистки; тичинок (6)8–10, трохи довші за пелюстки. Коробочки яйцюваті. Насіння численне, коричневе, майже стиснуте кругле, ≈ 1.5 мм у діаметрі. 2n = 22.

## Поширення
Росте Північній Африці та Євразії від Португалії до Японії; інтродукований до США.
В Україні вид росте у лісах, серед чагарників, бур'ян — на пд. Степу, рідко (ок. Миколаєва, Одеси); у Криму, у передгір'ях та на ПБК.

## Використання
Його збирають з дикої природи для місцевого використання як їжі.